# Tim Henkel
Tim Henkel (* 21. Januar 1988 in Hanau) ist ein deutscher ehemaliger Handballspieler.

## Karriere
Henkel begann mit dem Handball bei der TS Steinheim. Ab 2006 spielte er, obwohl eigentlich noch Jugendspieler, bei der HSG Nieder-Roden eine Saison in der Regionalliga.  2007 ging er zum Zweitligisten TSV Bayer Dormagen, mit dem ihm 2008 der Aufstieg in die Bundesliga gelang. 2009 wechselte der 1,80 Meter große Rechtsaußen zum Bergischen HC in die zweite Liga. 2011 verließ er den BHC und schloss sich, nachdem er ein halbes Jahr aus Studiengründen in den USA gewesen war, nach seiner Rückkehr  im Januar 2012 erneut der HSG Nieder-Roden an, mit der er im Sommer 2012 in die 3. Liga aufstieg. Zur Saison 2013/14 wechselte Henkel zum Zweitligisten TV Großwallstadt, den er am Saisonende wieder verließ und nach Nieder-Roden zurückkehrte. Im Sommer 2015 riss Henkel sich das Kreuzband. 2019 beendete er seine Karriere.